# Campine (poule)
La campine (kempisch hoen) est une race de poule domestique de petite taille, originaire de la Campine en Belgique.

## Histoire
À l'origine, la campine était une variété plus petite de la braekel, pesant moins de 1,2 kg. On la trouvait dans la province d'Anvers et dans le nord et la partie centrale de la province de Limbourg. En 1884, les deux types sont séparés. Après de longues controverses, la campine obtient son propre standard le 28 août 1904. Elle est importée en Angleterre depuis la fin du XIXe siècle
Aujourd'hui le standard de la race reconnaît deux variétés, celle à plumage doré et celle à plumage argenté.

## Description
C'est une poule au comportement très familier et au caractère curieux, appréciant une certaine liberté. Ce n'est pas une poule couveuse. Elle est assez présente dans les expositions pour ses qualités esthétiques, mais elle demeure rare.
- Tronc : rectangulaire
- Yeux : ronds, brun foncé presque noirs
- Crête : simple avec 5 dents régulières, pliée pour la poule
- Face : rouge
- Oreillons : lisses et blancs
- Barbillons : rouges et moyens
- Ailes : longues et bien adhérentes
- Cou : moyen et légèrement incliné
- Queue : moyennement haute
- Poitrail : large et arrondi
- Pattes : longues et bien visibles
- Tarses : moyens, à quatre doigts, couleur ardoise
- Ventre : bien développé et large
- Plumage : argenté barré ou doré barré
- Poids : 1,8 kg à 2,4 kg pour le coq ;  1,2 kg à 2 kg pour la poule 
  - Bantam : 680 gr pour le coq  ; 570 gr pour la poule
- Œufs : 55 gr
- Ponte : 200 à 225 œufs par an